# Oblast' di Murmansk
L'oblast' di Murmansk (in russo Му́рманская о́бласть?, Múrmanskaja óblastʾ) è un'oblast' della Russia con capitale Murmansk, situato all'estremità nord-occidentale della Russia, comprendente anche tutta la penisola di Kola. La parte settentrionale di quest’ultima è l’unica regione russa della Lapponia.
Per lo più pianeggiante, ha nei monti Chibiny (1 191 m) la sua vetta più alta. Attraversata da numerosi fiumi, è occupata in parte da bacini lacustri (Imandra, Lovozero). Ricca di giacimenti di apatite, nichel e ferro.
La capitale Murmansk, alla foce del fiume Tuloma nel Mare di Barents, è il più grande porto marittimo della Russia settentrionale. Rimanendo sempre libero dai ghiacci, grazie agli ultimi influssi della corrente del Golfo, sostituisce, nei mesi invernali, quelli di Arcangelo e San Pietroburgo.
Il suo sviluppo, iniziato nel 1926, coincise con il potenziamento dell'attività portuale come base peschereccia e come sbocco del legname e dei minerali estratti nella provincia.
Conta numerose industrie (cantieristiche, metallurgiche, del legno, conserviere del pesce, tessili ed alimentari), di un aeroporto e di una stazione di ricerche biologiche.

## Geografia antropica

### Suddivisioni amministrative

#### Rajon
La oblast' di Murmansk comprende 6 rajon (fra parentesi il capoluogo):
- Kandalakšskij (Kandalakša)
- Kol'skij (Kola)
- Kovdorskij (Kovdor)

- Lovozerskij (Revda)
- Pečengskij (Nikel')
- Terskij (Umba)

A queste unità amministrative si aggiunge anche il distretto urbano chiuso di Aleksandrovsk, costituito nel 2008 e comprendente le città di Poljarnyj, Gadžievo e Snežnogorsk.

#### Città
I centri abitati della oblast' che hanno lo status di città (gorod) sono 16 (in grassetto le città sotto la diretta giurisdizione della oblast', che costituiscono una divisione amministrativa di secondo livello):
- Apatity
- Gadžievo[3]
- Kandalakša
- Kola
- Kovdor
- Kirovsk
- Mončegorsk
- Murmansk

- Olenegorsk
- Ostrovnoj[3]
- Poljarnye Zori
- Poljarnyj[3]
- Severomorsk[3]
- Snežnogorsk[3]
- Zaozërsk[3]
- Zapoljarnyj

#### Insediamenti di tipo urbano
I centri urbani con status di insediamento di tipo urbano sono invece 12 (al 1º gennaio 2010):
- Kil'dinstroj
- Moločnyj
- Murmaši
- Nikel'
- Pečenga
- Revda

- Rosljakovo
- Safonovo
- Tumannyj
- Umba
- Verchnetulomskij
- Zelenoborskij